# Gérard Lenorman
Gérard Christian Éric Lenorman (Bénouville, 9 febbraio 1945) è un cantautore, compositore e produttore discografico francese.

## Biografia
Ha trascorso l'adolescenza a Auvergne, dove si è avvicinato giovanissimo alla musica, iniziando a comporre e ad esibirsi con piccole orchestre locali. La sua carriera ha preso ufficialmente il via nel 1968, quando ha registrato il suo primo EP e ha visto due sue composizioni incise da Brigitte Bardot.
Subito dopo si è fatto notare a teatro sostituendo Julien Clerc come protagonista del musical rock Hair.
Messo sotto contratto dalla CBS, dà inizio una proficua collaborazione con il paroliere Guy Skornik, ottenendo nel 1971 il suo primo successo commerciale con il singolo Il. Il decennio è costellato di successi, in particolare i brani La Ballade des gens heureux, originariamente lato B del singolo Le Funambule, e Michèle.
Si esibisce con successo all'Olympia e al Palais des congrès de Paris, e fa numerose tournée in Francia e all'estero, in particolare in Giappone, America del Sud e Canada. Negli anni '80, pur avendo meno riscontri in termini commerciali, continua con intensità l'attività concertistica e discografica, nel 1988 rappresenta la Francia all'Eurovision Song Contest, classificandosi decimo con Chanteur de charme.  Come produttore ha lanciato diversi gruppi fra i quali: Imagination e Indochine.

## Discografia

### Album
- 1969 - Gérard Lenorman
- 1972 - Les Matins d'hiver
- 1974 - Quelque chose et moi
- 1975 - Gérard Lenorman
- 1976 - Drôles de chansons
- 1976 - Noëls du monde
- 1977 - Au-delà des rêves
- 1978 - Nostalgies
- 1979 - Boulevard de l'Océan
- 1980 - La Clairière de l'enfance
- 1981 - D'amour
- 1983 - Le Soleil des tropiques
- 1985 - Fière et nippone
- 1988 - Heureux qui communique
- 1993 - Il y a...
- 2000 - La Raison de l'autre
- 2011 - Duos de mes chansons